# Gubenšek
Gubenšek je priimek v Sloveniji, ki ga je po podatkih Statističnega urada Republike Slovenije na dan 1. januarja 2010 uporabljalo 143 oseb. 

## Znan nosilci priimka
- Andrej Gubenšek, nevrokirurg in akad. glasbenik violinist
- Franc Gubenšek (1937—2010), biokemik, akademik
- Ivan Gubenšek (*1966), strojnik
- Lucija Gubenšek, TV-voditeljica, manekenka
- Mihaela Gubenšek (*1975), glasbenica
- Taja J. Gubenšek, kustodinja (Krumperk)
- Tomaž Gubenšek (*1965), igralec, jezikoslovec, prof. AGRFT